# 류지태
류지태(柳至泰, 1958년 12월 19일 ~ 2008년 3월 4일)는 대한민국의 법학자이다. 충청북도 옥천군 출신으로 고려대학교에서 법학 학사, 공법학 석사 학위를 받고 레겐스부르크 대학교에서 행정법 박사 학위를 받았다. 고려대학교 법과대학 교수로 재직하던 중 췌장암으로 사망하였다.

## 수훈
- 대한민국 대통령 표창(2003년)